# Collège militaire de la Cour suprême de l'URSS
Le Collège militaire de la Cour suprême de l'URSS (en russe : Военная коллегия Верховного суда СССР, Voïennaïa kolleguia Verkhovnogo souda SSSR) est un tribunal créé en 1924 auprès de la Cour suprême de l'URSS pour juger les personnels de haut rang de l'Armée rouge et de la Flotte. En outre, il était le supérieur immédiat des tribunaux militaires et l'autorité suprême des pourvois militaires.

## Historique

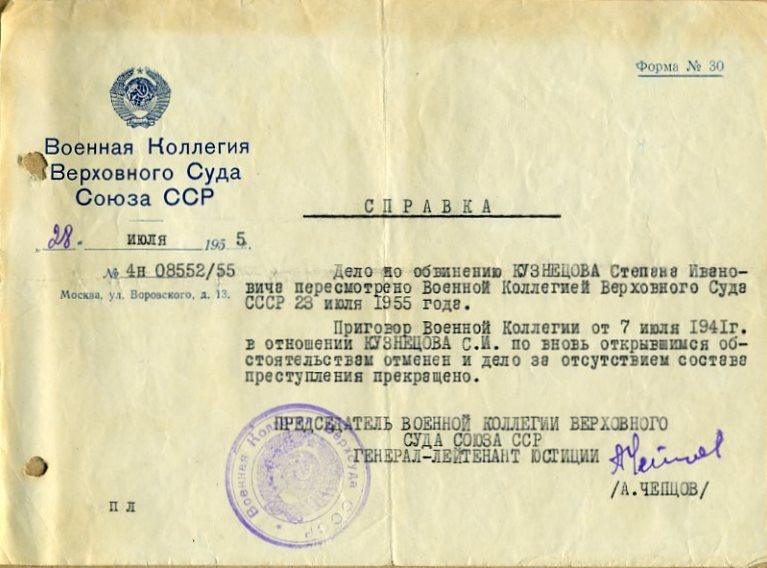
Attestation de réhabilitation de S.I. Kouznetsov, délivrée par le Collège militaire le 28 juillet 1955.

Le rôle du Collège militaire changea radicalement en juin 1934, lorsqu'il fut chargé d'examiner les affaires tombant sous le coup de l'Article 58 du code pénal de la RSFSR concernant les « activités contre-révolutionnaires ».
Durant la Grande Terreur de 1937-1938, lancée par l'ordre opérationnel n° 00447 du NKVD du 30 juillet 1937, 1 548 366 personnes furent arrêtées sur la base de quotas régionaux et 681 692 furent exécutées. Le Collège militaire de la Cour suprême dirigea spécifiquement la répression contre les cadres du Parti communiste : il jugea 44 465 personnes, dont 85 pour cent furent condamnées à mort. Toutes ces condamnations avaient été sanctionnées par Staline dont la signature figurait au bas de 383 listes de condamnés. Le Collège militaire fut notamment chargé des grands procès-spectacle staliniens. Les autres condamnations étaient prononcées de manière extrajudiciaire par des troïkas du NKVD.
Après la mort de Staline, le Collège militaire fut chargé de la réhabilitation de nombreux condamnés.
À partir de 1991, après la dislocation de l'URSS, le Collège militaire de la Cour suprême de la fédération de Russie en reprend les attributions.

## Présidents
- 30 novembre 1923-2 février 1926 : Valentin Trifonov.
- 1926-1948 : colonel général de la justice Vassili Oulrikh .
- 1948-1957 : lieutenant-général de la justice Aleksandr Tcheptsov (ru).
- 1957-1964 : lieutenant-général de la justice Viktor Borissoglebski (1913-1964).
- 1964-1971 : lieutenant-général de la justice Nikolaï Tchistiakov (1914-2008)[2].
- 1975-1989 : lieutenant-général de la justice Gueorgui Bouchouïev (Бушуев Георгий Иванович)[3]